# Věsenka nachová
Věsenka nachová (Prenanthes purpurea) je planě rostoucí rostlina z čeledě hvězdnicovitých.

## Výskyt
Věsenka nachová je rostlinou vyskytující převážně ve střední Evropě, poněkud méně již ve východní části západní Evropy a v severních oblastech jižní Evropy. Také se nachází na Balkáně, ve Skandinávii, v Rusku i na Kavkazu. V České republice a v celé střední Evropě je to jediný druh rodu věsenka.
Vyskytuje se roztroušeně ve středních a vyšších polohách ve stinných lesních bukových i jehličnatých porostech s poměrně chudým bylinným patrem, podél lesních cest a potoků i v křovinách rybníků. Roste na polostinných až stinných stanovištích, kde jsou středně vlhké až vlhké humózní půdy, neutrální i mírně kyselé povahy, dobře zásobené živinami.

## Popis

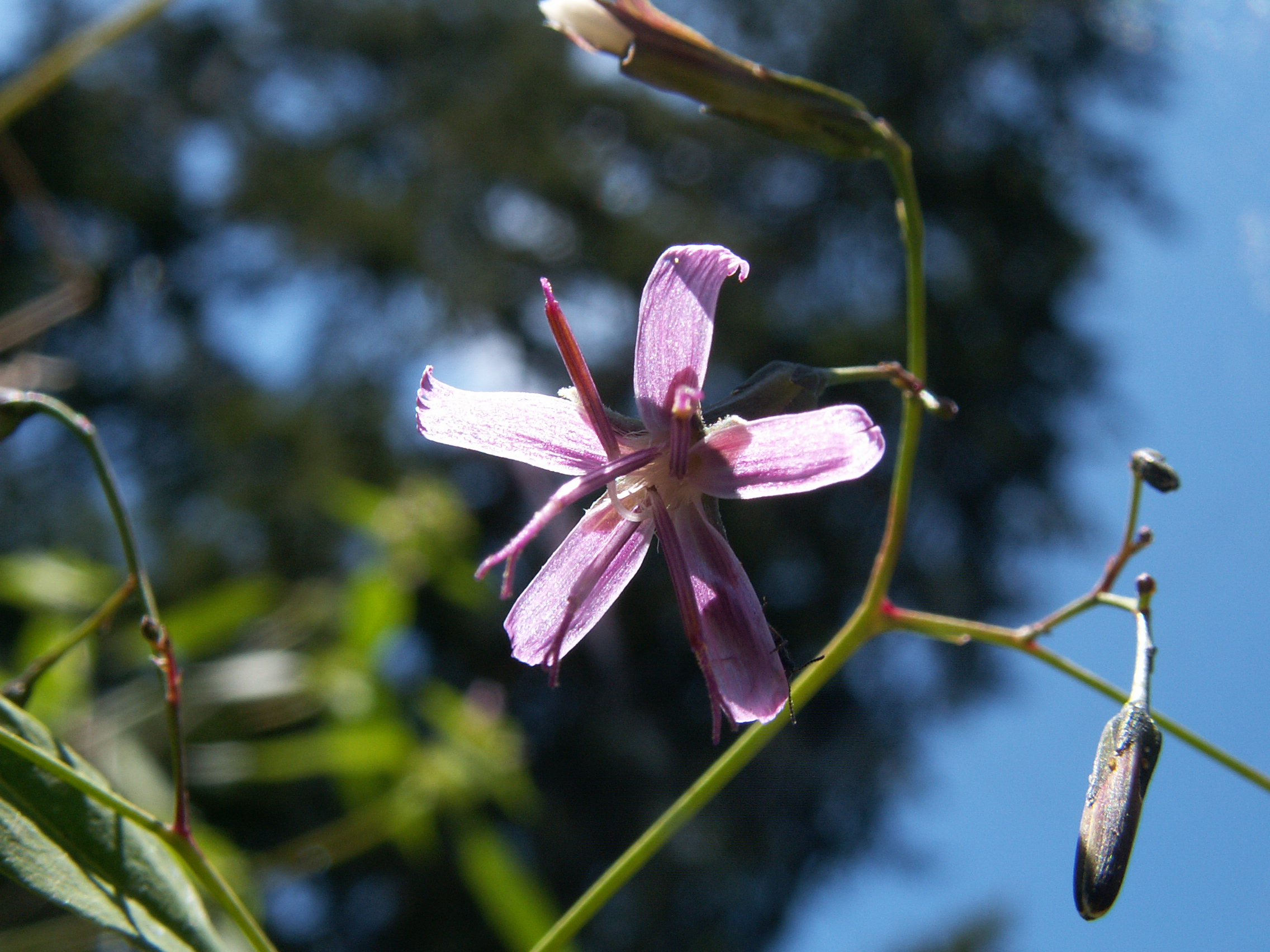
Detail květu

Je to vytrvalá bylina s mléčnicemi, má štíhlou, přímou dutou lodyhu v horní části rozvolněně větvenou. Lodyha, na průřezu oblá, je hladká, lysá nebo jen řídce chlupatá, dosahuje výšky 50 až 150 cm. Našedivělé listy v dolní části lodyhy jsou kopinaté až podlouhle vejčité, mají křídlaté řapíky a jsou zubaté nebo zpeřené, v době kvetení již usychají. Střídavě vyrůstající poloobjímavé listy v horní části lodyhy jsou celokrajné, kopinaté se srdčitou bází.
Četné, drobné květní úbory asi 12 až 15 mm dlouhé jsou skloněny dolů. Mají tenké stopky a jsou uspořádány v bohatých, ale řídkých latách dlouhých až 20 cm. Bývají složeny ze 2 až 5 jazykovitých, oboupohlavných fialově nachovitých květů. Dvouřadý lysý válcovitý zákrov má 11 tupých zelených listenů, 3 krátké, 3 prostřední a 5 dlouhých.
Věsenka nachová kvete v červenci až září, opylení zajišťuje létající hmyz. Ke konci kvetení při vadnutí květu se blizny a čnělky zkrucují a navzájem se dotýkají. Nebyl-li květ opylen, dojde pylem zachyceným na čnělce k dodatečnému opylení. Plody jsou úzce elipsoidní nažky opatřené jednořadým chmýrem.

## Využití
Někdy se věsenka nachová pěstuje jako okrasná rostlina v zahradách společně se severoamerickými druhy Prenanthes alba, Prenanthes aspera a Prenanthes autumnalis.